# John Hindmarsh
Pour les articles homonymes, voir Hindmarsh.
Le contre-amiral Sir John Hindmarsh (1785 - 29 juillet 1860) fut le premier gouverneur d'Australie-Méridionale du 28 décembre 1836 au 16 juillet 1838.

## Jeunesse
Fils de John et Mary Hindmarsh, son père était canonnier sur le Bellerophon, un navire de guerre anglais et il navigua depuis sa petite enfance. Il fut nommé lieutenant en avril 1803 par Nelson et il participa aux batailles de Trafalgar (1805) sur le Phoebe, de l'île d'Aix (1809) sur le Beagle et à la bataille de Java sur le Nisus.

## Gouverneur d'Australie-Méridionale
En 1836 il fut nommé gouverneur d'Australie-Méridionale et il quitta Portsmouth le 14 juillet pour arriver en Australie le 28 décembre 1836, accompagné d'une flotte de navires amenant les 160 premiers colons britanniques. La flotte était composée du Cygnet (qui transportait les topographes du colonel William Light), l'Africaine, le Tam O'Shanter, le Rapid, et le Buffalo. Ils firent d'abord escale à l'emplacement actuel de Kingscote sur Kangaroo Island et de là Hindsmarsh envoya les topographes à la recherche d'un emplacement adapté à la fondation de la capitale de la nouvelle colonie. Hindmarsh aurait souhaité que la ville soit créée à l'embouchure du fleuve Murray au lieu du site actuel d'Adélaïde que choisit Light et la flotte gagna le golfe Saint Vincent vers Holdfast Bay sur la côte de Glenelg, un quartier de l'actuelle capitale. À son arrivée le 28 décembre 1836, Hindmarsh lut la proclamation de la création de la nouvelle colonie à The Old Gum Tree. 
Il y eut rapidement des conflits de compétence entre le gouverneur et le commissaire du gouvernement, James Hurtle Fisher. Lorsqu'Hindmarsh décida d'aller jusqu'à suspendre des fonctionnaires publics de l'état, le commissaire porta l'affaire devant le ministre des colonies britanniques. Hindmarsh fut rappelé à Londres en 1838. En 1840 il fut nommé vice-gouverneur d'Heligoland. En 1856 il prit sa retraite et s'installa à Hove. Il mourut à Londres le 29 juillet 1860.

## Lieux portant son nom
- La circonscription d'Hindmarsh qui comprend le lieu où fut proclamée la création de la colonie.
- L'île Hindmarsh à l'embouchure du Murray.
- Le square Hindmarsh, une place d'Adélaïde.
- L'avenue Hindmarsh à Canberra, la capitale fédérale australienne.